# Pseudoleva
Pseudoleva är ett släkte av insekter. Pseudoleva ingår i familjen gräshoppor.
Kladogram enligt Catalogue of Life:
| Pseudoleva | \| \| Pseudoleva media \| \| \| \| \| \| Pseudoleva vittatus \| \| \| \| |
|            | \| \| Pseudoleva media \| \| \| \| \| \| Pseudoleva vittatus \| \| \| \| |
|            | Pseudoleva media                                                         |
|            |                                                                          |
|            | Pseudoleva vittatus                                                      |
|            |                                                                          |